# 亨德里凡埃克機場
亨德里凡埃克機場（英文：Hendrik Van Eck Airport）是一個位於南非帕拉博魯瓦的機場。

## 航空公司及目的地
- 南非航空
  - 南非航空連結(約翰內斯堡)

## 外部連結
- 機場資料